# Paus Stefanus VI (VII)
Stefanus VI (Rome, geboortedatum onbekend - sterfplaats onbekend, augustus 897) volgde in mei 896 Bonifatius VI op. Hij liet diens voorganger paus Formosus opgraven en tijdens de zogenaamde Kadaversynode plechtig veroordelen. Het verminkte lijk werd in de Tiber gegooid.
Paus Stefanus VI werd gehaat door het volk, gearresteerd, in de gevangenis gegooid en in de zomer van 897 gewurgd.
Hij werd in augustus 897 opgevolgd door paus Romanus die overigens in november van datzelfde jaar werd vergiftigd, net als zijn opvolger paus Theodorus II een maand later.

## Epitaaf
De onlusten en actuele politiek rondom het pausdom in de 10e eeuw zijn terug te zien op het grafschrift van Stefanus, waarin onder meer wordt afgerekend met zijn voorganger Formosus en Stefanus' eigen val en dood ter sprake komt. De grafinscriptie is overgeleverd door de kanunnik Petrus Mallius in zijn werk Descriptio Basilicae Vaticanae uit de 12 eeuw. Het epitaaf luidt als volgt: 
HOC STEPHANI PAPAE CLAUDUNTUR MEMBRA SACELLO SEXTUS DICTUS ERAT ORDINE QUIPPE PATRUM HIC PRIMUM REPPULIT FORMOSI SPURCA SUPERBI CULMINA QUI INVASIT SEDIS APOSTOLICAE CONCILIUM INSTITUIT PRAESEDIT PASTOR ET IPSI LEGE SATIS FESSIS IURA DEDIT FAMULIS CUMQUE PATER MULTUM CERTARET DOGMATE SANCTO CAPTUS ET A SEDE PULSUS IN IMA FUIT CARCERIS INTEREA VINCI CONSTRICTUS IN IMO STRANGUIT LATUS UBI EXUERAT HOMINEM POST DECIMUMQUE DIEM REGNANTI TRANSTULIT ANNUM SERGIUS HUC PAPA FUNERA SACRA COLENS
Vertaling: 
Van paus Stefanus worden de ledematen door deze kapel omsloten, die de zesde werd genoemd in de opgevolging der vaders. Hij heeft voor het eerst de ranzigheid van de overmoedige Formosus verdreven, die de daken van de apostolische stoel binnengevallen was. Hij stelde een concilie in, en zat het zelf voor als herder. Bij wet gaf hij de zeer vermoeide dienaren hun rechten. En toen hij als vader hard streed om de heilige leer, werd hij vervangen en van zijn zetel in de diepten geworpen. Vastgeketend, ondertussen, met boeien in het diepst van de kerker, werd hij gewurgd en legde zijn menselijke gestalte af. En na tien jaar heeft paus Sergius [III] terwijl hij regeerde hem hiernaartoe overgebracht, en voor een gewijde begrafenis gezorgd.

Het is onbekend waar Stefanus VI is begraven door zijn opvolger Sergius III. 
Cursief: tegenpaus